# 阿德洪塔斯

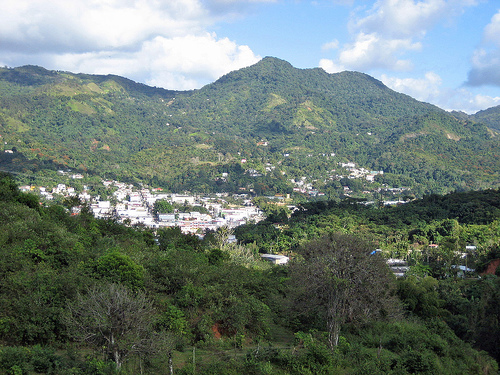

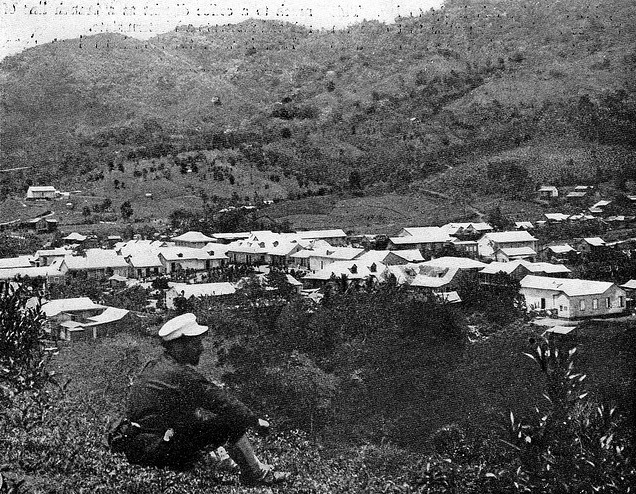

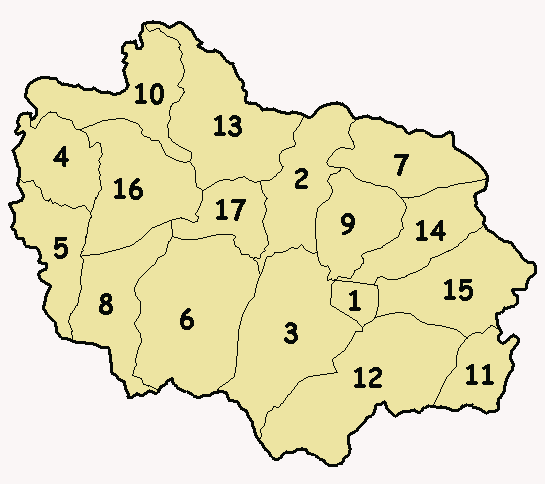

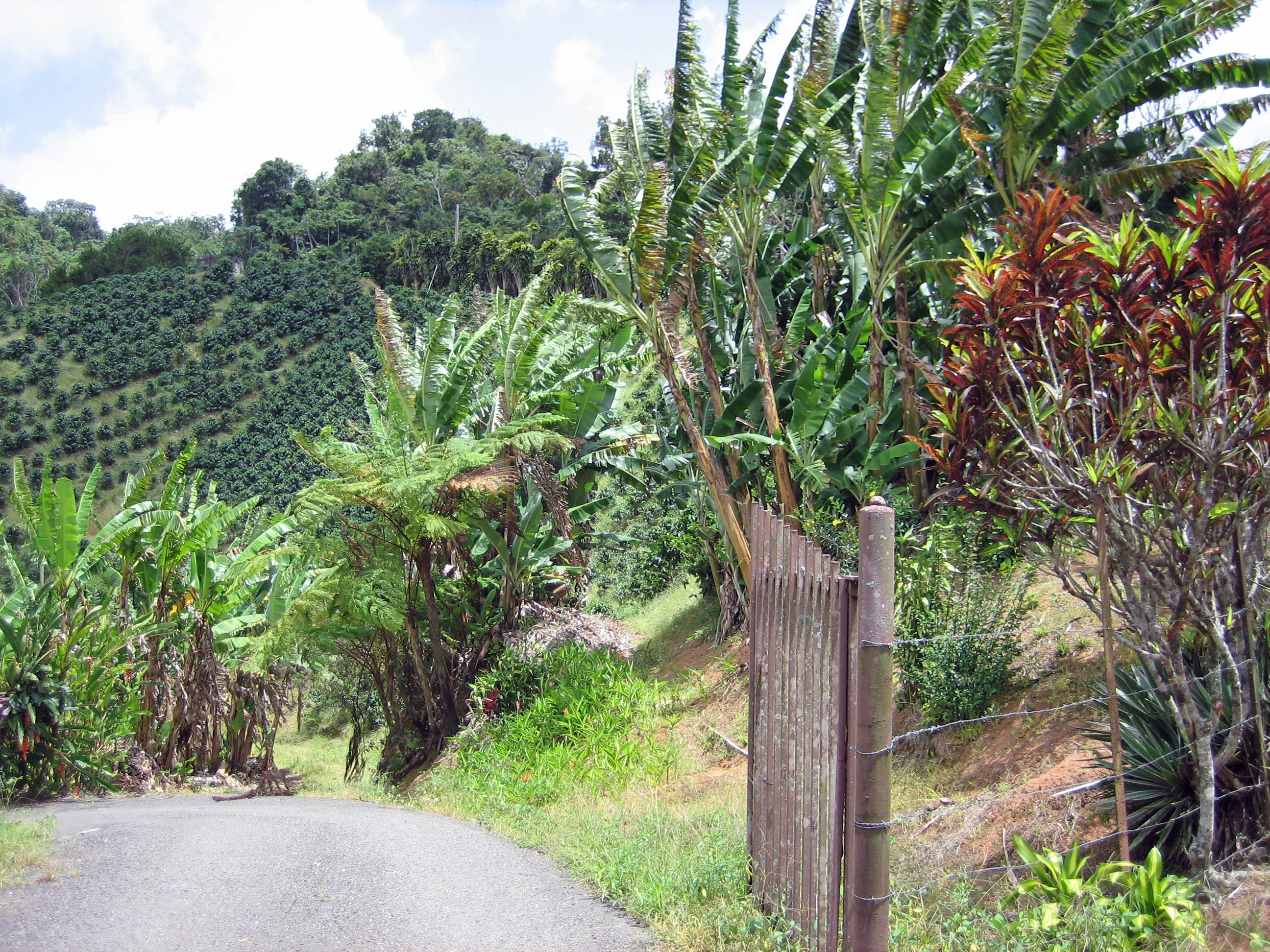

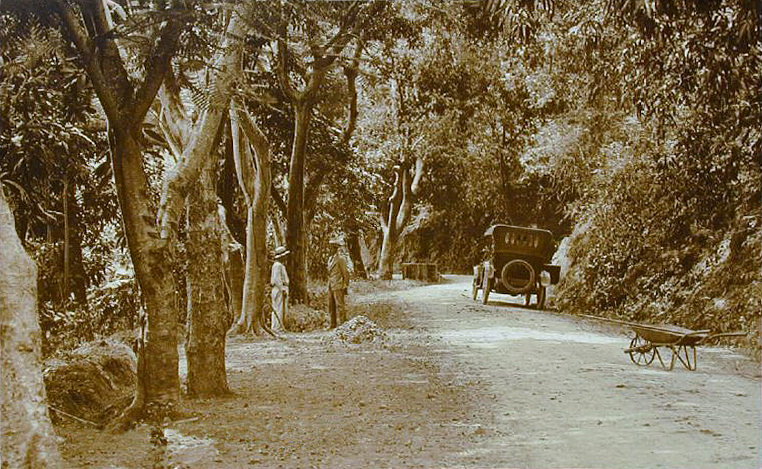

阿德洪塔斯（西班牙語：Adjuntas）是波多黎各的城鎮，位於該島中部，始建於1815年8月11日，面積172.9平方公里，受赤道多雨氣候影響，2010年人口19,483，人口密度每平方公里110.7人。

## 外部連結
- Welcome to Puerto Rico Adjuntas （页面存档备份，存于）